# Saint-Louet-sur-Lozon
Pour les articles homonymes, voir Saint-Louet.
Pour un article plus général, voir Lozon.
Saint-Louet-sur-Lozon est une ancienne commune de la Manche qui a absorbé en 1832 Saint-Ébremond-sur-Lozon pour former la nouvelle commune de Lozon. Le nom de Lozon avait déjà été porté par la seule paroisse lors de la Révolution.
Deux fiefs nobles[réf. à confirmer] sont historiquement assis dans la paroisse de Saint-Louet-sur-Lozon :
- la fiefferme de Saint-Louet, qui s'étendait à Remilly-sur-Lozon et au Mesnil-Vigot. Avant l'an 1200, Saint-Louet était un plein fief de chevalier, que possédait alors Guillaume de Sanqueville
- le fief de Hubertant, compris entre la Vanloue et le Houlbec. Il est issu du démembrement du fief lors du mariage de Guillaume de Mauconvenant avec la sœur de Guillaume de Sanqueville. Son manoir fait l'objet d'une inscription au titre des Monuments historiques.

## Démographie
| 1793 | 1800 | 1806 | 1821 | 1831 |
| ---- | ---- | ---- | ---- | ---- |
| 660  | 711  | 749  | 769  | 742  |